# Sympherta facialis
Sympherta facialis là một loài tò vò trong họ Ichneumonidae.